# Миссия АРА в Башкортостане
Миссия АРА в Башкортостане — деятельность Американской администрации помощи на территории Башкортостана в период голода в Поволжье. По сути являлась оказанием гуманитарной помощи со стороны США в пользу голодающего башкирского населения.

## Причины голода
В 1921 году на территории Башкортостана начался голод в следствии некоторых причин:
1. Разрушительные для хозяйства результаты Гражданской войны;
2. Продразвёрстка и бесчинства продотрядов, которая по факту изъяла все возможные продовольственные ресурсы, особенно в районах с преимущественно башкирским населением. Изымались зерно, скот, масло, мёд и даже семена. На большевистском собрании было заявлено, что продразвёрстка не превышает 13-20 %, когда на самом деле она превышала 70 %. Если валидовское правительство препятствовало мерам по осуществлению продразвёрстки, так как башкирский народ уже и так был доведён до состояния нищеты, то уже новое советское правительство согласилось на это;
«…словами не расскажешь, что творится в Тамьян-Катайском кантоне, — пишет Мажит Гафури. — Целыми семьями умирают с голода… Голыми сидят взаперти в своих домах.. — как дикие народы. О муке и хлебе не вспоминают. Что и скота осталось после разверстки, все съедено. Обязательные госналоги продолжают душить их; разверстку заставляют заплатить. Кому платить нечем, тот продает последнее, что есть — таким образом, расплачивается. Многие всю зиму питались древесной корой… Некоторые, чтобы не слышать голодного плача своих детей, отвозят их в глухие леса и там оставляют умирать. У этих бедных нет никаких надежд… Человеческих качеств у них не осталось, дух исчез. Эти жалкие существа опустились до уровня животных, съедают, что попало и ждут своей смерти. Если так будет продолжаться, они умрут все. Никто не слышит их стона, никто им руки помощи не протягивает… От этого народа, проживающего в дебрях Урала, возможно, останется лишь название, имя в истории…» — писал Мажит Гафури.
3. Некомпетентность местной администрации, которая пришла к власти на смену старой старому правительству. Целью являлось проведение продразвёрстки любой ценой;
4. Жесточайшее подавление национального крестьянского движения, сопровождавшееся широкомасштабным террором, грабежами, конфискациями имущества, изыманием продовольствия у башкирского населения.
5. В этом же году на территории Башкортостана произошла сильная засуха, которая сократила значение зерновых культур. Несмотря на это из Башкортостана было вывезено огромное число хлеба;
Причиной же такой агрессивной политики, по сути дела геноцида башкир, является сопротивление башкирского населения установления большевистской власти. Грабительская политика и отбор имущества сопровождались вместе с засухой, что повлияло на последующую численность башкирского народа. Никаких мер поддержки и помощи со стороны советской власти не были оказаны. Если в 1921 году в РСФСР голодало 10 % населения, то в Башкортостане 90 %. На фоне голода распространились такие болезни, как тиф и холера.

## Деятельность Американской администрации помощи

### История
В июле 1923 года известный американский политик, а позднее президент США Герберт Гувер, который на то время являлся министром торговли США и по совместительству руководителем Американской администрации помощи заявил, что готов оказать помощь миллиону голодающим детей в России в виде лекарств, пищи и одежды, советская же сторона брала на себя обязательство транспортировки и предоставлении помещений. Между сторонами было подписано соглашение в Риге.
4 ноября 1921 года в Уфу прибыл представитель АРА полковник Уолтер Белл. Он был руководителем отделения «Уфа-Урал». Филиалы АРА были открыты в Уфе, как центре Уфимской губернии и Стерлитамаке, как центре Башкортостана . Полковник Уолтер Белл лично объездил расположённые детские приюты и распорядился выделить 30 тысяч пайков. Помимо этого для южных кантонов Башкортостана было выделено дополнительные 10 тысяч пайков. С 16 ноября 1921 года в Уфе начала свою работу первая детская столовая. В декабре того же года были открыты столовые во всех кантонах Башкортостана. Всего уфимским отделением было открыто 482 столовые, в которых в общей численности питалось 53 тысячи детей.
Были установлены определённые правила, согласно которым горячий обед могли получить исключительно дети в возрасте до 14 лет, которые прошли специальную медицинскую комиссию на которой было установлено, что они являются голодающими. Порция должна была быть съедена исключительно в столовой.
Хотя изначально было установлено, что помощь будет оказана исключительно детям, кормящим матерям и беременным женщинам, американские власти осознали колоссальный размах голода и включили в программу также и взрослых людей. Уже к апрелю 1922 года была организована помощь всему взрослому населению. К этому моменту 260 тысяч людей смогли получить продовольственную помощь, а 140 тысяч детей регулярно получали горячий обед. К маю 1922 года в Уфимской губернии продовольствие получали 295 тысяч людей, 74 тысячи детей и 2 тысячи больных. В Башкирской Советской Республики 300 тысяч взрослых и 111 тысяч детей соответственно. Самый пик американской помощи пришёлся на август и сентябрь 1922 года, когда помощь получали 682 тысячи человек в Башкирской Советской Республики и 503 тысячи человек в Уфимской губернии.
Уже осенью 1922 года американская помощь начала сворачиваться, но ситуация в Башкортостане всё ещё существенно не была изменена. В январе и феврале 1923 года нуждающимися в помощи были 700 тысяч человек, из которых 270 тысяч беспризорные дети.
Летом 1923 года помощь была прекращена. Оставшееся продовольствие было распределено нуждающимся.

### Помощь американского народа
С октября 1922 года в Башкортостан начали направляться посылки из США обычными людьми, и как правило посылки направлялись родственникам или знакомым. Около 5 тысяч посылок было направлено в Уфу, основную часть которую получили представители интеллигенции, а оставшееся было распределено по остальным нуждающимся. Какие-то американцы вносили деньги на покупку продовольствия, не указывая конкретный адрес. Например, девочки-скауты из штата Массачусетс собрали 1072 доллара США. На этих деньги были куплены посылки, часть из которых были направлены в Башкортостан.

### Оценка
Во время башкирского голода США и американский народ оказали помощь Башкортостану и башкирскому народу, направив Американскую администрацию помощи работать в Башкортостан. Огромное количество людей питалось в столовых, которые организовали АРА. Людям направлялось продовольствие, лекарство и одежда. В результате многие спаслись.